# Киселиха (станция)
Кисе́лиха — железнодорожная станция Горьковской железной дороги Нижегородской области, находится на железнодорожной ветке Нижний Новгород — Киров, на границе двух поселков - Железнодорожный Борского района (по правую сторону при движении на Киров) и Кантаурово (по левую сторону при движении на Киров). Расположена в 20 км от Нижнего Новгорода, время движения до станции 24 минуты. Расстояние до Москвы - 460 км.